# 梁靖崑
梁靖崑（1996年10月20日—），河北唐山人，中国男子乒乓球运动员。他曾获得2018年亚洲运动会乒乓球比赛男子团体冠军和2018年全国乒乓球锦标赛男子单打冠军。梁靖崑曾在2019年至2025年间连续四次获得世界乒乓球锦标赛男子单打铜牌。